# Ohio (canción)
«Ohio» es una canción protesta escrita y compuesta por el músico canadiense Neil Young e interpretada por la banda Crosby, Stills, Nash & Young. La canción fue escrita en respuesta a la masacre de la Universidad Estatal de Kent acaecida el 4 de mayo de 1970, en la que cuatro estudiantes fallecieron en el transcurso de una protesta contra la invasión estadounidense en Camboya por disparos de la Guardia Nacional. Fue publicada en formato de sencillo con "Find the Cost of Freedom" de Stephen Stills como cara B, llegando al puesto número 14 en el Billboard Hot 100. Aunque se publicó una versión en directo de esta canción en el disco doble Four Way Street, las versiones de estudio de ambos temas no aparecieron en un LP hasta el recopilatorio So Far de 1974. Posteriormente, "Ohio" apareció también en el recopilatorio Decade de Neil Young.

## Grabación
Young escribió la letra de "Ohio" tras ver las fotos de la masacre de Kent en la revista Life. Crosby, Stills, Nash & Young grabaron la canción en los Record Plant Studios de Los Ángeles en unas pocas tomas y tocando en directo. La banda grabó en la misma sesión la cara B del sencillo, "Find the Cost of Freedom", compuesta por Stills.
Una vez grabada, la canción fue masterizada y publicada rápidamente por Atlantic Records, y a las pocas semanas se podía escuchar en la radio (a pesar de que el éxito de la banda "Teach Your Children" había sido publicado poco antes). En las notas del recopilatorio Decade, Young escribió que "David Crosby lloró cuando acabó su toma". De hecho, se puede escuchar a Crosby gritar "Four, why? Why did they die?" y "How many more?" al final de la canción.

## Letra
La letra de la canción suscita sentimientos de horror, indignación y sorpresa tras los disparos. La frase "Tin soldiers and Nixon coming" (Soldaditos de plomo y Nixon llegando) hace referencia a la Guardia Nacional que mató a los protestantes y al presidente Richard Nixon, a quien Young atribuye las muertes. Crosby declaró que incluir el nombre de Nixon en la canción fue "lo más valiente que he oído nunca". La contracultura estadounidense tomó a los miembros del grupo como sus portavoces tras la canción, dándoles el estatus de líderes en mayor o menor grado a lo largo de la década de 1970.
Tras su publicación, algunas estaciones de radio prohibieron la canción por culpa de la mención al presidente Nixon, pero recibió cobertura en las radios FM ilegales en universidades y ciudades grandes. A día de hoy, "Ohio" forma parte habitual de la programación de las estaciones de radio de rock clásico.
"Ohio" fue incluida por la revista Rolling Stone en el puesto 385 en su lista de las 500 mejores canciones de todos los tiempos.